# Les Haupt
Leslie Arthur "Les" Haupt (nascido em 29 de março de 1939) é um ex-ciclista sul-africano.
Representou a África do Sul em duas provas do ciclismo de pista nos Jogos Olímpicos de Verão de 1960, disputadas na cidade de Roma, Itália.